# Àhmad ibn Ismaïl
Abu-Nasr Àhmad ibn Ismaïl as-Samaní o bé, simplement, Àhmad (II) ibn Ismaïl (mort 914) fou un emir samànida conegut, per la seva mort violenta, com al-Amir aix-Xahid, en àrab, o Amir-i Shahid, en persa, literalment ‘l'Emir Màrtir’.
Sota el seu pare Ismaïl ibn Àhmad (892-907) fou governador de la recent conquerida província de Gurgan, i el va succeir el 907. Els seus territoris abraçaven la Transoxiana i el Khurasan conquerit el 900 després de derrotar decisivament al safàrida Amr ibn al-Layth (que fou capturat) prop de Balkh en aquest any.
Va ser confirmat (907) en el govern pel califa Al-Muktafí (902-908) i l'any següent pel califa Al-Múqtadir (908-932). Després d'assegurar la situació a Bukharà va anar a Rayy però va haver de marxar a Samarcanda on va fer presoner al seu oncle Ishaq ibn Mansur que aspirava al tron, per tornar després a Rayy (908/909).
Vers el 910 o poc després el comandant Muḥammad ben Ali Ṣoluk fou nomenat governador de Rayy com a vassall samànida; encara poc després fou nomenat governador de Ṭabaristān on els alides s'havien intentat revoltar (vers 908-910) i s'havien alçat amb més fortuna el 913. Muḥammad beb Ali va intentar desallotjar a l'alida Hasan al-Utrush del Ṭabarestān (914-915). No ho va aconseguir però no hi ha dubte que el governador va tenir el control de Rayy tot i que només hi ha monedes a partir del 925 o 926 fins a la seva mort el 928, quan va passar a aventurers daylamites com Asfar ben Shiruya i Maqan ibn Kaki i finalment Mardawij ibn Ziyar i el seu germà i successor Wuixamguir, que la van disputar amb els buwàyhides fins que Abu Ali Čaḡāni va arribar el 940 amb un exèrcit i els aleshores aliats Maqan i Wuixamguir foren derrotats (i Makan mort). Del 940 al 943 Rayy va tornar estar en mans dels samànides.
El 910 el califa li va concedir oficialment el govern del Sistan que estava en mans dels safàrides, i aprofitant les lluites entre els prínceps safàrides Muhàmmad ibn Alí ibn al-Layth i el seu germà Al-Muàddal ibn Alí ibn al-Layth, va enviar al general Al-Hussayn al-Marwarrudhí al Sistan; l'emir el va seguir poc després amb un exèrcit que va sortir d'Herat i va passar per Bust. Van trobar poca resistència i el príncep Muhàmmad ibn Alí fou fet presoner a Bust, entrant llavors al Sistan i ocupant la capital Zarang. L'emir Al-Muàddal fou fet presoner i deportat a Bukharà on va rebre una pensió; el 911 el cosí de l'emir samànida, Mansur ibn Ishaq, fou nomenat governador de Sistan.
Els abusos en la recaptació per part del governador i el comportament de l'exèrcit d'ocupació van crear molt de descontentament a Sistan i la revolta va esclatar el 912. El governador Mansur fou fet presoner. Un segon exèrcit samànida va haver de tornar a Sistan per reocupar el país (913). En fou nomenat governador el comandant esclau Simjur ad-Dawatí (913).
A Gurgan (ocupat pels samànides a l'imam alida de Tabaristan l'any 900 després de matar en lluita al governant Muhàmmad ibn Zayd) es va produir el 913 la revolta de la població dirigida per l'alida Hàssan al-Utruix i l'emir va enviar al governador de Rayy, Muhàmmad ibn Alí Suluk amb un exèrcit que fou rebutjat.
Àhmad ibn Ismaïl va morir abans de poder prendre altres decisions, assassinat el gener del 914 per un grup de ghulams turcs de la seva guàrdia de palau suposadament molestos pels contactes excessius de l'emir amb els ulemes, en un complot que segons l'historiador Gardizí estava dirigit pel secretari de la cort Abu-l-Hàssan. El seu successor fou el seu fill Nasr II ibn Àhmad (914-943) que era menor d'edat i immediatament van esclatar disturbis; el seu oncle Ishaq ibn Àhmad es va revoltar a Samarcanda reclamant el tron i els safàrides van recuperar el poder a Sistan.